# 矢田部ゆか
矢田部 ゆか（やたべ ゆか、1985年9月3日 - ）は女性フリーアナウンサー。山口県大島郡周防大島町出身。血液型はB型。

## 来歴
山口県立安下庄高等学校、九州産業大学を卒業。書道の師範の資格、中学・高校の国語科の教員免許を持つ
大学では硬式野球部のマネージャー。2005年神宮大会全国優勝を経験。
卒業後エステティックサロンのダンディハウス、ミスパリに就職。認定エステティシャンの資格を取得
2010年4月にレポーターとしてエフエム佐賀に年間契約で入社。
『MY DEAR 神埼』などに出演した。2011年3月に退社。
2011年4月にキャスタードライバーとしてSBSメディアビジョンに入社。
静岡放送の『GOGOワイドらぶらじ』などに出演した。2012年6月に退社。
2012年7月に南海放送に入社。『日刊!ヤタベーボール』など主にスポーツ番組を担当。
2015年4月にフリーランスに転向し、ボイスワークスに所属。

## 現在の担当番組
- FM yokohama NEWS （FMヨコハマ、2016年 - 産休中[4]）
- DAZN バレーボールVリーグ実況（2016年 - ）
- フジサンケイビジネスアイ　経済誌コラム執筆（2016年 - ）

## 過去の担当番組
- 白熱ライブ ビビット リポート（TBSテレビ、2015年）
- チャージ730! リポート（テレビ東京、2015年）
- ウィンターカップ インタビュアー（J SPORTS、2015年・2016年・2017年）
- 明治杯全日本選抜レスリング選手権大会　場内実況（日本テレビ、2016年）
- WORLD SPORTS　ソフトボール実況（AbemaTV、2016年）
- Vリーグオールスターゲーム女子大会　リポーター（BSフジ、2017年）
- 世界クラブ女子バレーボール選手権　実況（サンテレビ、2017年）

### 南海放送時代

#### テレビ
- 『HOT情報』スタジオMC（毎週月～木）
- 『おかデリ』今コレリポーター
- 『女子アナ福々クッキング』『女子アナ書道ガールズ』
- スポーツ番組・中継のリポート、インタビュー、ナレーション

#### ラジオ
- ニュース、天気情報、リポート、CM
- スポーツ番組『日刊!ヤタベースボール』（月-金8:55～生放送）
- 音楽番組『スイヨル』（水23:30～生放送）
- 情報番組、グルメ番組、旅特番
- 野球特番（都市対抗野球クラブ選手権、大学野球選手権　他）
- スポーツ中継（プロ野球、高校野球、Jリーグ、マラソン、駅伝　等）

### 静岡放送時代

#### テレビ
- Soleいいね!内「いいねカフェ」

#### ラジオ
- ほのぼのワイド、朝だす!、GOGOワイドらぶらじ、ラジオWEST、ゆうCHAN、『樹根爛漫』ラジオカーリポーター

### エフエム佐賀
- 神埼市広報番組『MY DEAR 神埼』パーソナリティ（水 12:00 - 12:55 生放送）

### イベント司会
- TRF・SAMさんトークショー（2018）
- 競泳五輪金メダリスト 萩野公介選手トークショー（2017）
- モデル 平子理沙さんトークショー（2015）
- 熊川哲也Kバレエカンパニー公演　影ナレ（2014）
- 映画『KANO』永瀬正敏氏インタビュー（2014）
- 桑田佳祐LIVEツアー　 影ナレ（2012）

- とうかい号8日間の豪華客船クルーズDJ（2016）
- 『俳句甲子園』全国大会（2013～2015）
- 『俳句甲子園』東京予選 羽田空港会場（2015、2017）
- 東京ビッグサイト テロ対策特殊装備展（2015）
- SBSラジオイベント『愉快！痛快！阿藤快』
- 野球ウグイス嬢・ヒーローインタビュー（2005～2011）